# Seiji Kubo
Seiji Kubo (Ibaraki, 21 augustus 1973) is een voormalig Japans voetballer.

## Carrière
Seiji Kubo speelde tussen 1992 en 1995 voor Nagoya Grampus Eight.